# Adam Anton Grundemann von Falkenberg

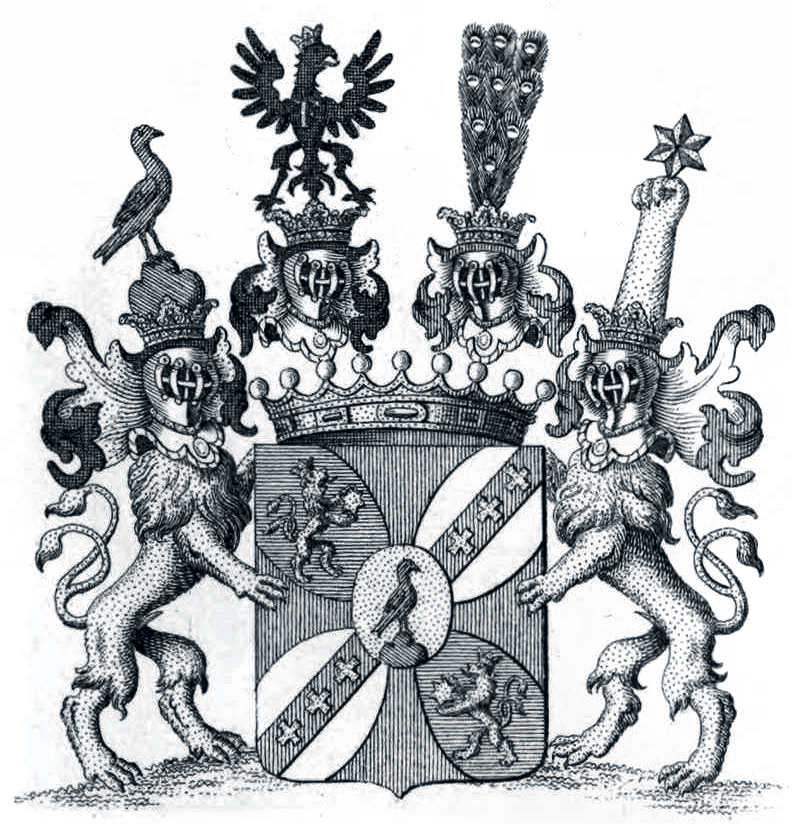
Wappen der Grafen Grundemann von Falkenberg 1716

Adam Anton Grundemann von Falkenberg (* 1624; † 1711 in Wien) war Adeliger, Diplomat und niederösterreichischer Land-Untermarschall.

## Leben
Adam Anton Grundemann von Falkenberg auf Waldenfels war der Sohn von Ritter Konstantin Grundemann von Falkenberg, kaiserlicher Vicedom und Verordneter des Ritterstandes (beides ob der Enns) und Cäcilia von Altenau, Tochter von Salome Alt und des Salzburger Erzbischofs Wolf Dietrich von Raitenau.
Adam Anton studierte in Bologna, Wien und Ingolstadt Jus, wurde 1656 niederösterreichischer Regimentsrath und 1661 auch Klosterrat. Am 21. März 1667 unter die nö. alten Ritterstandsgeschlechter aufgenommen, wurde er im selben Jahr Landuntermarschall und blieb es 42 Jahre lang. Im Auftrag des Kaisers reiste er mehrmals nach Mailand, Genua und Venedig. 1683 machte Adam sich verdient, sodass ihm der Kaiser danach 6000 Gulden schenkte. 1710 ernannte ihn Kaiser Joseph I. zum wirklichen k. k. geheimen Rath.
Adam Anton Grundemann war auch Herr von Schloss und Herrschaft Süssenbrunn, Burg Engelstein, Gut Wielands, Ehrendorf und Schloss Haindorf. In Wien besaß er ein Freihaus auf der Kärntner Straße (Ecke zur Annagasse, heute Nr. 41).

## Familie
Adam war fast 50 Jahre mit Rebecca Rosimunda Gräfin von Ranzow verheiratet und die beiden hatten acht Kinder, wovon bis auf die Tochter Maria Magdalena und den Sohn Ernst Konstantin alle im Kindesalter starben. Adam Anton wurde gemeinsam mit seiner Gattin in der Augustinerkirche in Wien, der er den St. Josephs Seitenaltar spendete, in einer Familiengruft begraben.